# Michal Mravec
Michal Mravec (* 10. června 1987, v Žilině) je slovenský fotbalový obránce či záložník, od února 2014 působící v Atlanta Silverbacks.

## Klubová kariéra
Svoji fotbalovou kariéru začal v Žilině, odkud ještě jako dorostenec zamířil do Redwings Soccer Club. V roce 2007 přestoupil do UAB Blazers a následně půl roku hrál za Sporting Kansas. Poté nastupoval za Emmen a v zimním přestupovém období se vrátil do Žiliny.
V lednu 2014 byl na testech v polském týmu Podbeskidzie Bielsko-Biała. V mužstvu na testech uspěl a podepsal roční smlouvu s následnou dvanáctiměsíční opcí. V Ekstraklase ale nenastoupil, hrál pouze za rezervu (9 zápasů, 3 góly). V červenci 2014 podstoupil pětidenní testy v jiném polském klubu Zawisza Bydgoszcz.